# Pitryloka
Pitryloka (trl. pitṛloka) – subtelny wymiar egzystencji po śmierci lub sfera w zaświatach w hinduizmie, siódma z kolei (poniżej brahmaloki) według filozofii sankhji i wedanty.
Już w Wedach tak określa się miejsce bytowania zmarłych.

## Charakterystyka
Atharwaweda utożsamia tę lokę ze swargaloką.
Tam po śmierci ciała fizycznego zmarły spotykał się ze swoimi przodkami.
Według nauk zawartych w traktacie Manusmryti okres jaki trwa jeden rok ziemski (12 miesięcy) to zaledwie dwanaście dni dla mieszkańców pitryloki a jeden dzień dla istot przebywających w dewaloce.

## Los duszy po śmierci ciała
Brama do świata bogów (dewaloka) znajdować się miała na północy, natomiast brama pitryloki na południu.
Według Śatapathabrahamany (6.6.2,4) wejście do dewaloki umiejscowione jest na północnym wschodzie, natomiast wejście do pitryloki na południowym wschodzie (13.8.1,5).
W eschatologii wedyjskiej tylko nieliczni po śmierci mieli szansą dostać się do świata bogów. Odbywać się to miało na skrzydłach lub w rydwanie
.
Pozostała większość dusz zmarłych ludzi udawała do pitryloki (świata ojców). Tam żyli dalej, ale tylko tak długo, dopóki ich męscy potomkowie składali w ofierze potrzebne im w zaświatach pożywienie, podczas comiesięcznej ceremonii śraddhy. Obiaty te mogli składać tylko męscy potomkowie z trzech ostatnich pokoleń zwani sapinda.
Jednak przez pierwszy rok po śmierci ofiarę składano oddzielnie. Dopiero po odprawieniu specjalnego rytuału po około roku, błąkający się duch o cechach upiora (preta) doznawał oficjalnej zmiany statusu na przodka i zyskiwał prawo do kultu właściwego przodkom z pitryloki.

## Mieszkańcy pitryloki
Władcą pitryloki jest Jama, tytułowany stąd pitrypati (Pan Przodków).
Pitrylokę zamieszkują trzy klasy istot:
- pitry – przodkowie
- ryszi – wieszczowie
- pradźapati – synowie mentalni Brahmana (manasaputra)[12].